# Mikael Bratt
Mikael Bratt, född 1967, är en svensk företagsledare och verkställande direktör för Autoliv.
Bratt tillträdde som verkställande direktör för Autoliv i juni 2018. Dessförinnan var han chef för Autoliv Passive Safety från år 2016. Han har studerat på Göteborgs universitet. Bratt kom till Autoliv år 2016 efter närmare 30 år inom Volvokoncernen, där han vid övergången var chef för Group Trucks Operations och ingick i koncernledningen. Dessförinnan var han finanschef för Volvokoncernen. Bratt anställdes på Volvo år 1988 och blev koncernens finanschef år 2008. Bratt är styrelseledamot i Gränges sedan 2024. 